# Instituto Central de Estatística

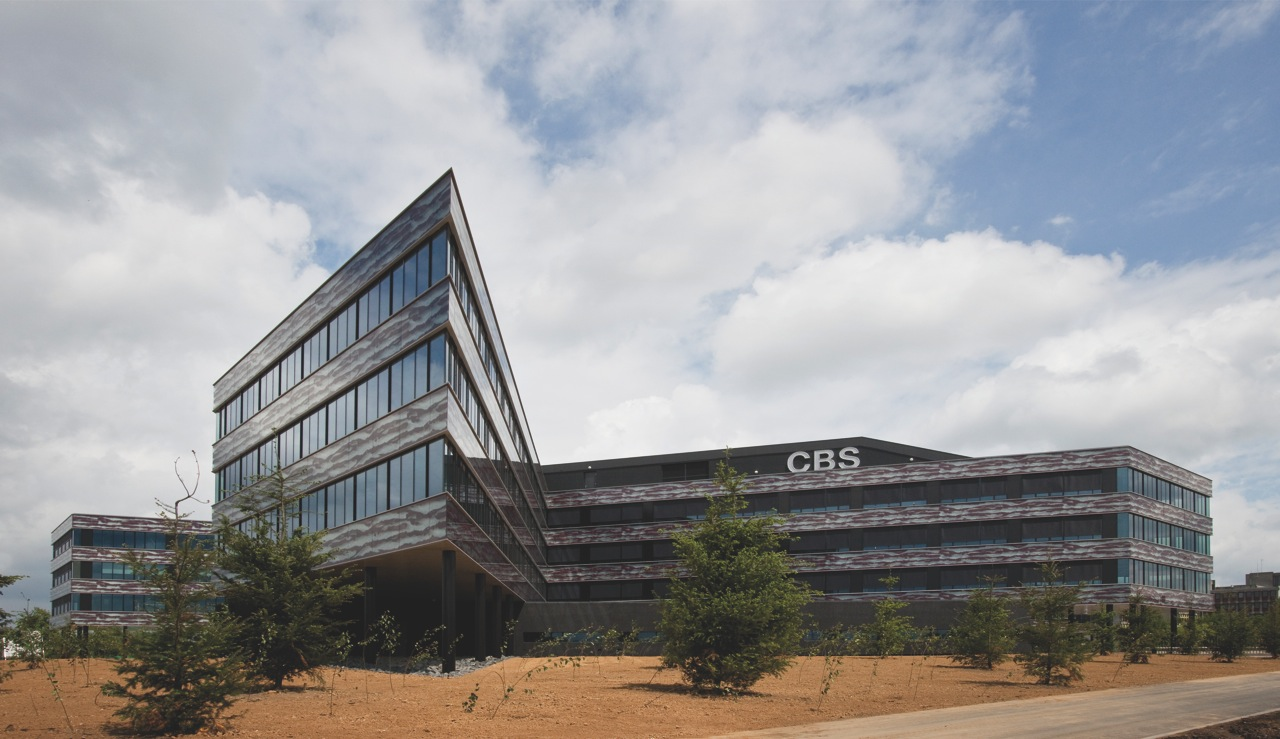
A sede do Instituto Central de Estatística em Heerlen.

O Instituto Central de Estatística (em nerlandês: Centraal Bureau voor de Statistiek), frequentemente abreviado para CBS fundado em 1899, é uma instituição governamental neerlandesa que reúne informações estatísticas sobre os Países Baixos. É um departamento do Ministério de Assuntos Econômicos dos Países Baixos e está localizado em Haia e Heerlen. Desde 3 de Janeiro de 2004, o Instituto Central de Estatística transformou-se em uma organização quase não governamental, ou órgão público independente.
O CBS coleta informação estatística sobre, entre outras coisas: 
- O crescimento económico
- Os preços ao consumidor
- A renda das pessoas e das famílias
- A contagem da população
- O desemprego

O CBS realiza um programa que precisa ser ratificado pela Comissão Central de Estatística. Esta comissão independente deve zelar pela imparcialidade, independência, qualidade, relevância, e a continuidade do CBS, de acordo com a lei de 1996 que regula o CBS (Wet op het Centraal Bureau en de centrale Commissie voor de Statistiek). 

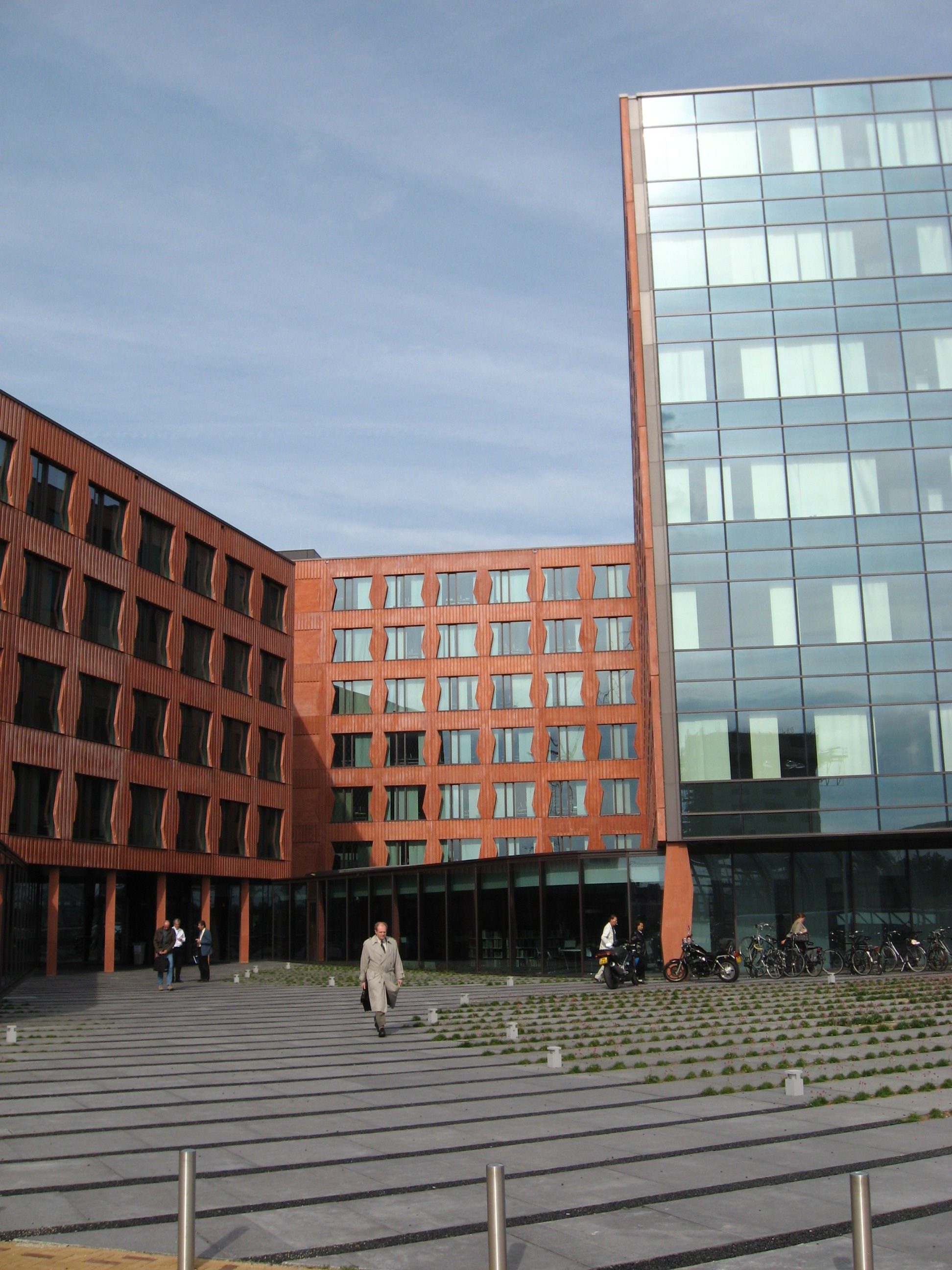
A sede do Instituto Central de Estatística em Leidschenveen.